# Monastero dei Santi Cosma e Damiano
Il monastero dei Santi Cosma e Damiano è un monastero della Dalmazia, l'ultimo dell'ordine benedettino nel territorio croato. Si trova sull'isola di Pasman, a pochi chilometri dalla costa di Zaravecchia, sulla collina di Ćokovac presso Tuconio (Tkon). È conosciuto anche come monastero di Ćokovac. Il nome Ćokovac deriva dalla parola dialettale ćok, che significa merlo.

## Storia
Fu fondato nel 1059 dal vescovo di Zara Teodorico sui resti di una fortezza bizantina, dove già esisteva un primo tempio paleocristiano. Fu un centro di diffusione di libri liturgici scritti in alfabeto glagolitico.
Dopo che i Veneziani ebbero distrutto Zaravecchia e il suo circondario nel XII secolo, i Benedettini tornarono a Pasman a ricostruire il monastero, che fu nuovamente ristrutturato in stile gotico nel XIV secolo. Nella chiesa del monastero è custodita una croce risalente al XV secolo. L'ordine monastico abbandonò l'isola dal 1808 al 1965, quando il monastero fu ripristinato.